# Tectoribates mongolicus
Tectoribates mongolicus är en kvalsterart som beskrevs av Bayartogtokh 1997. Tectoribates mongolicus ingår i släktet Tectoribates och familjen Oribatellidae. Inga underarter finns listade i Catalogue of Life.